# Лучан Марінеску
Лучан Марінеску (рум. Lucian Marinescu, нар. 24 червня 1972, Бухарест) — румунський футболіст, що грав на позиції півзахисника.
Виступав, зокрема, за клуби «Решица», «Саламанка» та «Академіка», а також національну збірну Румунії.
Володар Кубка Румунії.

## Клубна кар'єра
У дорослому футболі дебютував 1993 року виступами за команду клубу «Решица», в якій провів чотири сезони, взявши участь у 97 матчах чемпіонату. Більшість часу, проведеного у складі «Решици», був основним гравцем команди.
Згодом з 1997 по 2000 рік грав у складі команд клубів «Рапід» (Бухарест), «Саламанка» та «Фаренсе».
Своєю грою за останню команду знову привернув увагу представників тренерського штабу клубу «Саламанка», до складу якого повернувся 2000 року. Цього разу відіграв за клуб з Саламанки наступні два сезони своєї ігрової кар'єри.
У 2002 році уклав контракт з клубом «Академіка», у складі якого провів наступні два роки своєї кар'єри гравця. Граючи у складі «Академіки» (Коїмбра) також здебільшого виходив на поле в основному складі команди.
Протягом 2004—2005 років захищав кольори команди клубу «Шавіш».
Завершив професійну ігрову кар'єру у клубі «Акратітос», за команду якого виступав протягом 2005—2006 років.

## Виступи за збірну
У 1997 році дебютував в офіційних матчах у складі національної збірної Румунії. Протягом кар'єри у національній команді, яка тривала 2 роки, провів у формі головної команди країни 8 матчів.
У складі збірної був учасником чемпіонату світу 1998 року у Франції.

## Титули і досягнення
- Володар Кубка Румунії (1):

«Рапід» (Бухарест): 1997-1998